# Mięsień napinacz podniebienia miękkiego

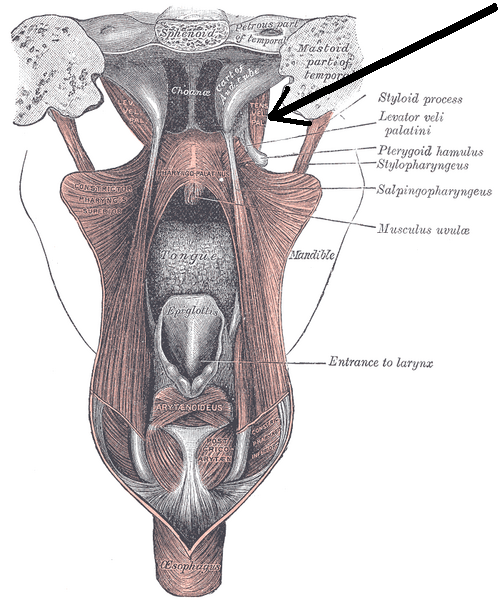
Podstawa czaszki i gardło, widok od tyłu. Mięsień napinacz podniebienia miękkiego zaznaczony strzałką.

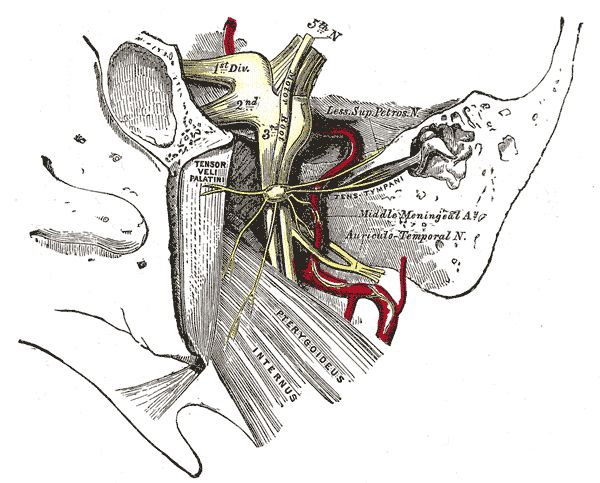
Zwój uszny lewy i jego gałęzie. Mięsień napinacz podniebienia miękkiego zaznaczony jako Tensor veli palatini. Widoczna gałązka nerwowa od zwoju usznego zaopatrująca mięsień.

Mięsień napinacz podniebienia miękkiego (łac. musculus tensor veli palatini) – w anatomii człowieka parzysty mięsień poprzecznie prążkowany biorący udział w czynności podniebienia miękkiego i trąbki słuchowej.

## Topografia
Mięsień rozpoczyna się na podstawie czaszki w dole łódkowatym (łac. fossa scaphoidea) wyrostka skrzydłowatego kości klinowej, ku tyłowi od otworu owalnego na tylnym brzegu skrzydła większego kości klinowej, na kolcu klinowym (łac. spina angularis) oraz na przednio-bocznej ścianie trąbki słuchowej. Włókna mięśnia następnie biegną ku dołowi pomiędzy mięśniem skrzydłowym przyśrodkowym a mięśniem dźwigaczem podniebienia miękkiego i nieco przyśrodkowo. Następnie włókna mięśnia tworzą ścięgno, które owija się wokół haczyka skrzydłowego (łac. hamulus pterygoideus). Przy przejściu przez haczyk skrzydłowy ścięgno zabezpieczone jest kaletką maziową. Jest to kaletka mięśnia napinacza podniebienia miękkiego (łac. bursa musculi tensoris veli palatini). Dalej ścięgno poziomo zmierza do bocznej powierzchni podniebienia miękkiego, gdzie kończą się rozgałęziając wachlarzowato w rozcięgnie podniebiennym.

## Unerwienie i unaczynienie
Unerwiony jest przez nerw mięśnia napinacza podniebienia miękkiego – gałązkę nerwu skrzydłowego przyśrodkowego (pochodzącego z III gałęzi nerwu trójdzielnego – nerwu żuchwowego i przechodzącego przez zwój uszny lub do niego przylegającego). Unaczyniony jest przez gałązki tętnicy podniebiennej zstępującej lub bezpośrednio od tętnicy szczękowej.

## Czynność mięśnia
Mięsień napinacz początkowo unosi podniebienie miękkie do poziomu (współpracując w tej czynności z mięśniem dźwigaczem podniebienia miękkiego) i dopiero po uniesieniu napina podniebienie rozpościerając je pomiędzy dwoma haczykami skrzydłowymi. Dzięki tej czynności mięsień bierze udział w akcie połykania. Dodatkowo mięsień otwiera trąbkę słuchową, co umożliwia przewietrzanie i wyrównanie ciśnień w przestrzeniach powietrznych ucha środkowego. Jego czynność jest ważna podczas nurkowania lub lotu samolotem i podczas wszystkich czynności, w których może dochodzić do nagłej zmiany ciśnienia atmosferycznego.